# Campremy
Campremy je francouzská obec v departementu Oise v regionu Hauts-de-France. V roce 2012 zde žilo 448 obyvatel.

## Sousední obce
Ansauvillers, Bonvillers, Noyers-Saint-Martin, Saint-André-Farivillers, Thieux, Wavignies

## Vývoj počtu obyvatel
Počet obyvatel 